# Racek východosibiřský
Racek východosibiřský (Larus vegae) je středně velkým až velkým východoasijským druhem racka ze skupiny „velkých bělohlavých racků“.

## Popis
Dospělí ptáci se velmi podobají racku stříbřitému, s nímž byl tento druh dříve spojován. Mají bílou hlavu a tělo, šedý hřbet, šedá křídla s černými špičkami a bílou skvrnou u špičky krajních 1-2 letek; ocas je bílý. Nohy jsou růžové, zobák je žlutý s červenou skvrnou na špičce. V prostém šatu (v zimě) má hlavu a krk šedohnědě skvrnité. Mladí ptáci jsou celkově hnědavě zbarvení.

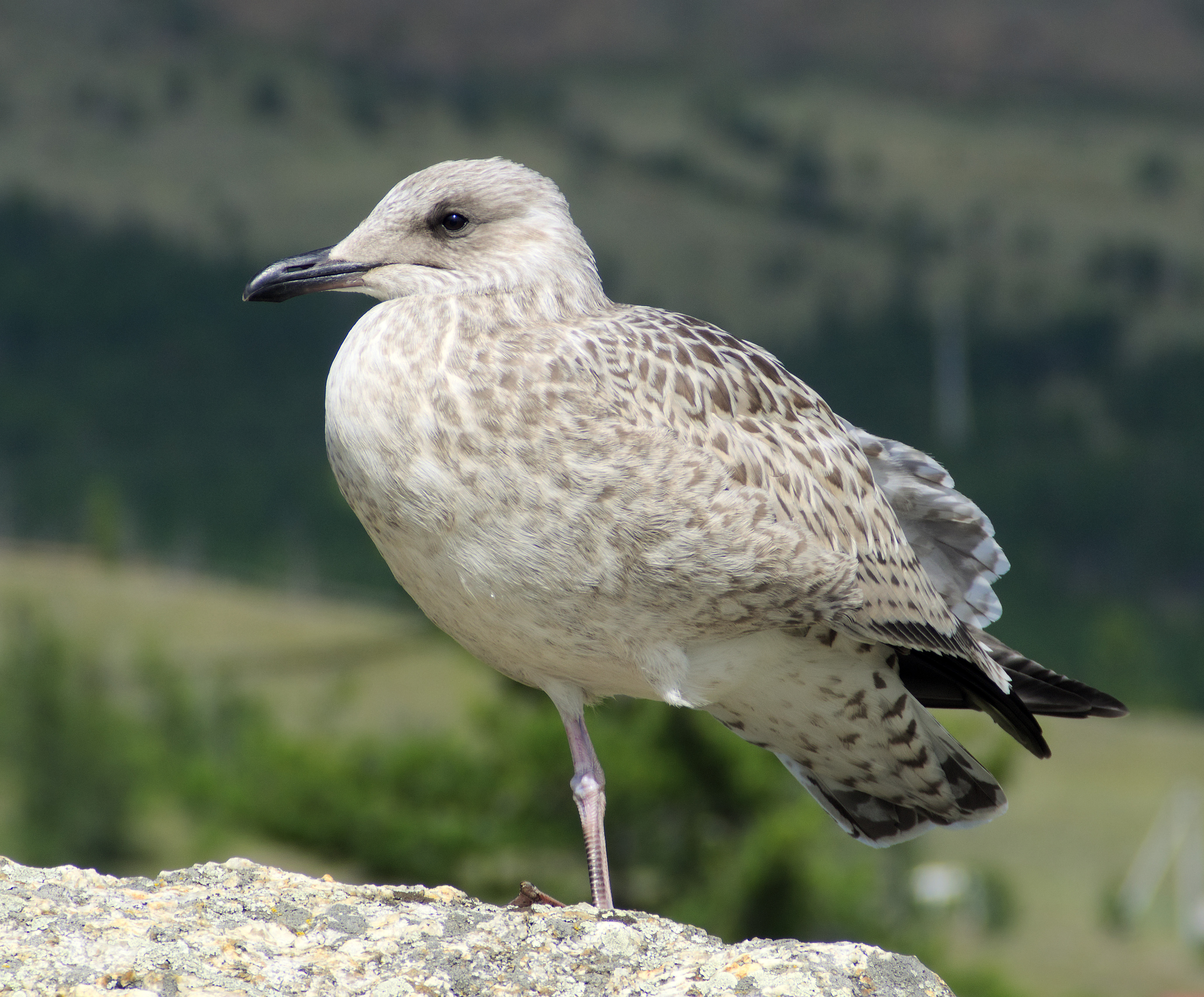
Mladý pták
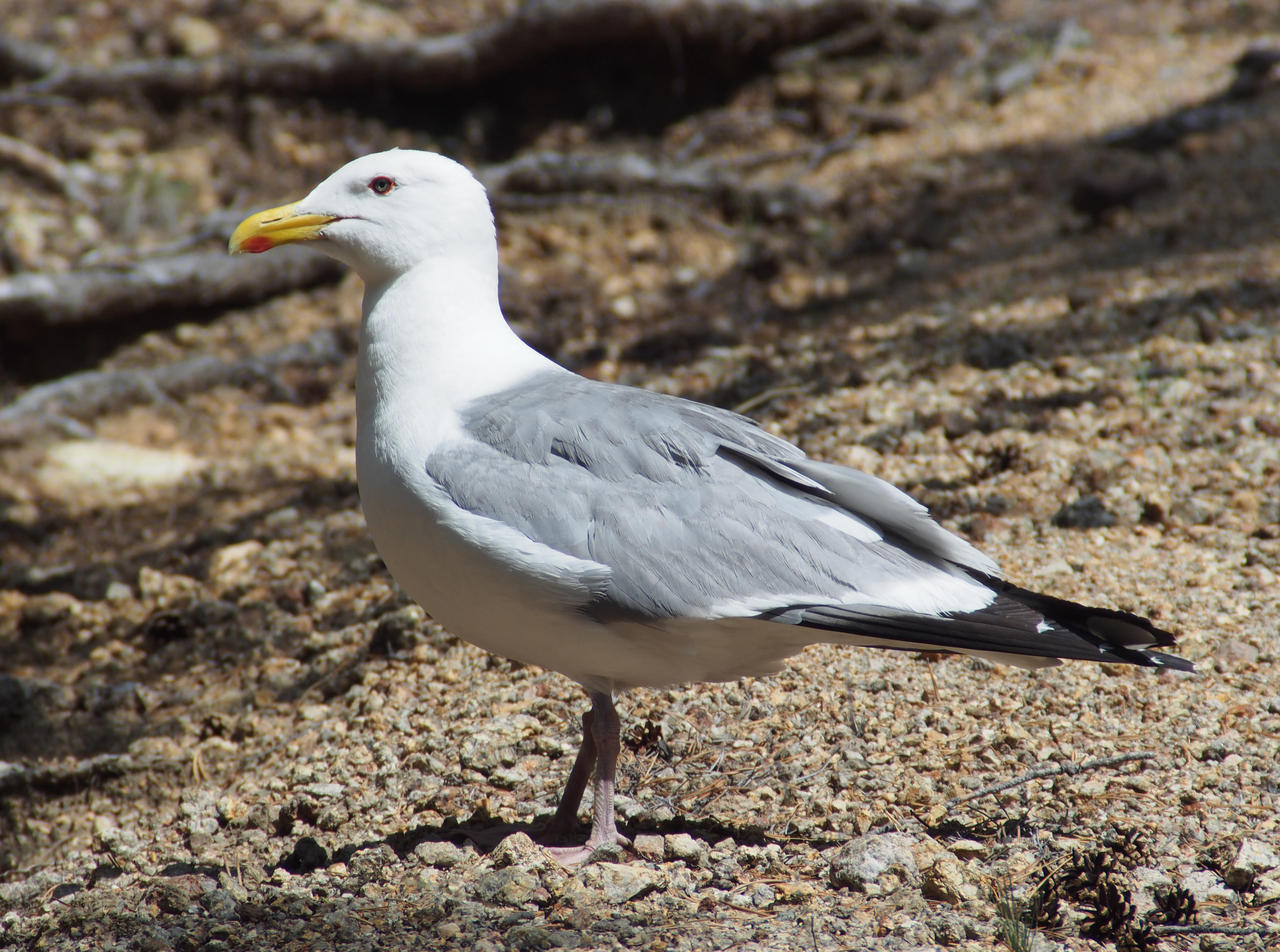
Larus vegae mongolicus

## Výskyt
Hnízdí na pobřeží a arktických ostrovech severovýchodního Ruska od ústí Jeniseje po Čukotku, poddruh L. v. mongolicus v oblasti jezera Bajkal. Tažný, zimuje na tichooceánském pobřeží Asie od Kamčatky po Japonsko a jižní Čínu.